# Луго
Вижте пояснителната страница за други значения на Луго.
Лу̀го (на галисийски: Lugo) е град в северозападна Испания, в автономна област Галисия. Столица е на едноименната провинция. Градът има население от 97 995 души (по данни към 1 януари 2017 г.).
Градът е основан от келтите. Известен е със своите римски стени, построени през 3 век. Този обект е включен в
Списъка на световното културно и природно наследство на ЮНЕСКО.